# 全紹清

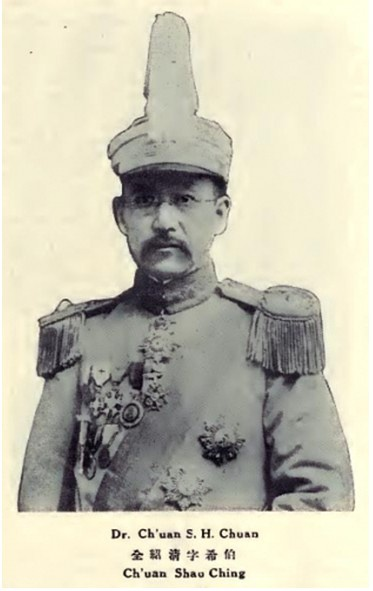

全绍清（1884年—1951年），字希伯，满洲正白旗人，直隶宛平人。中国卫生学家、中华民国官员。

## 生平
全绍清于光绪三十年（1904年）毕业于天津北洋医学堂。1905年，他奉派随清廷派往西藏的钦差大臣到西藏，任钦差大臣行署医官，驻西藏两年。在西藏期间，他拍摄了许多照片。后来1912年10月，美国《国家地理》发表了全绍清拍摄的60幅拉萨照片。这是中国人首次拍摄并向世界介绍西藏。后来他随使者离开西藏出访印度，回国后于1906年到1910年在天津北洋医学堂任解剖学医学教授。在天津，他结识了天津陆军军医学堂副总监伍连德，并教伍连德说北京话。1910年至1911年，中国东三省爆发大规模鼠疫，奉派前往的伍连德向中国全国求援。不久，全绍清等医学防疫专家和医学生赶到疫区，参与防疫工作，3个月控制了疫情。1911年4月，在奉天（今沈阳）召开了国际防疫大会（又称“万国鼠疫大会”)，此为中国举办的首个国际医学科学研究会议。在会上，伍连德任中国首席代表，并任会议主席。全绍清为中国代表团第二号人物。因防疫之功，全绍清被德国皇帝授予铁十字勋章。
1912年，全绍清留学美国霍普金斯大学。1913年，他到哈佛大学进修公共卫生学。1913年，他作为中国政府代表，到伦敦参加了国际红十字会会议。会后，他回到天津北洋医学堂任医学教授。1914年，他任中国军队军医署长和北洋军医学堂校长。1917年张勋复辟期问，他任段棋瑞的秘书和国防部顾问。从留学美国时起，全绍清多次和伍连德共同代表中国政府参加国际红十字会会议及国际医学会议。1918年，绥远、山西等地发现肺鼠疫疫情，北京政府内务部派全绍清前往主持防疫，任第一区检疫委员，此后疫情在3个月内得到控制。1921年，他代表中国到布鲁塞尔出席国际医药会议。1922年6月至7月，他署北京政府教育部次长，并兼任京师图书馆馆长。1922年，他兼任中央防疫处处长，1923年卸任。1924年，他任青岛公共卫生管理局局长。1926年，北京中国红十字会监事，并任北京中国红十字会医院院长。1929年，他任天津公共卫生局局长，不久又任北平红十字会医院卫生总监。1931年他卸去天津公共卫生局局长职务，改任天津市政府参事，1935年他辞职。
抗日战争期间，全绍清坚持不任亲日政权职务。抗日战争胜利后，他任北平红十字会会长。中华人民共和国成立后，他被人民政府聘请，继续任北京市红十字会会长。1951年，全绍清因脑溢血逝世。

## 家庭
- 儿子：全陆仪，全陸詩，全陸久
- 大女儿：全赓靖（1910-1946），中国共产党党员，革命烈士。
  - 女婿：叶绍振，曾任侨务委员会委员，复旦大学经济系教授，病逝于1935年。
- 女儿：全赓珍，全賡青

## 延伸阅读
[在维基数据编辑]
 《游美同學錄·全紹淸》，出自《游美同學錄》